# Chiesa di San Gaetano (Milano)
La chiesa di San Gaetano è una chiesa parrocchiale di moderna costruzione che si trova a Milano in via Mac Mahon, alla Ghisolfa, nel territorio del Decanato Cagnola. La prima pietra fu posta il 1º maggio nel 1940 su disegno dell'architetto Giuseppe Martinenghi (1894-1970) risalente al 1928 ma la costruzione venne subito sospesa per subentrati motivi bellici e lo sviluppo dell'edificio ebbe vita travagliata anche dopo la seconda guerra mondiale, tanto che i lavori ripresero solo nel 1954 e l'elevazione a sede parrocchiale fu concessa l'anno successivo, il 13 ottobre 1955, dall'allora arcivescovo di Milano Montini, futuro papa Paolo VI. Nel 1976 il soffitto crollò interamente e dovette essere ricostruito. Altre migliorie e abbellimenti furono apportati nel 1981.
La chiesa è dedicata al cofondatore dei Chierici regolari teatini Gaetano Thiene (1480-1547), proclamato Santo nel 1671 da papa Clemente X e detto il Santo della Provvidenza ed è affidata ai Servi della Carità di san Luigi Guanella.
La chiesa offre una facciata a capanna a ordine unico in mattoni rossi a vista, attraversata da due colonne monumentali in travertino interrotte da tre bassorilievi in pietra di Aurisina opera dello scultore Eros Pellini con scene dalla vita di san Luigi Guanella.
L'interno della chiesa risulta maestoso, a tre navate contrassegnate da colonne in cemento armato alte 14 metri sopra le quali, su una cornice perimetrale dei muri, appoggiano otto grandi statue alte 3 metri sempre del Pellini e raffiguranti alcuni santi.